# کو نیشیمورا
کو نیشیمورا (به ژاپنی: 西村 晃 Nishimura Kō)؛( ۲۵ ژانویهٔ ۱۹۲۳ – ۱۵ آوریل ۱۹۹۷) یک هنرپیشه اهل ژاپن بود. وی بین سال‌های ۱۹۴۶ تا ۱۹۹۷ میلادی فعالیت می‌کرد.
از فیلم‌ها یا برنامه‌های تلویزیونی که وی در آن نقش داشته است می‌توان به انگیزه‌های قتل، بوشیدو، حماسه سامورایی، چنگ برمه‌ای، شمشیر عذاب، آدم بد راحت می‌خوابد، خورشید باکوماتسو ،  میتو کومون و ۱۳ آدم‌کش (فیلم ۱۹۶۳) در نقش «هیرایاما کیوجورو» (平山九十郎) اشاره کرد.